# Eberhard-Waechter-Medaille
Die Eberhard-Waechter-Medaille war ein von 1997 bis 2007 an Nachwuchskünstler verliehener Förderpreis für außergewöhnliche Leistungen im Bereich des Musiktheaters an österreichischen Bühnen. Die Medaille wurde nach dem Opernsänger Eberhard Waechter benannt.

## Geschichte und Preisträger
Von 1997 bis 2007 wurde auf Initiative des Unternehmers Leo Wallner (langjähriger Vorstand Casinos Austria AG, welche den Preis stiftete) und des Wiener Staatsopern-Direktors Ioan Holender der mit 8.700 Euro dotierte Förderpreis an junge Nachwuchskünstler vergeben.
Zu den Trägern der Medaille gehören u. a. Juan José Lopera (1997), Adrian Eröd (1998), Michelle Breedt (2000), Johannes Chum und Maurizio Muraro (2000), Tatiana Lisnic, Ricarda Merbeth, John Nuzzo und Cosmin Ifrim (2002), Genia Kühmeier, Morten Frank Larsen und In-Sung Sim (2003),  Adriana Damato und Saimir Pirgu (2004), Michaela Selinger (2005), Janina Baechle, Daniela Fally und Lauri Vasar (2006), Ain Anger, Elisabeth Kulman und Martin Mitterrutzner (2007).
Neben den Medaillen wurden jeweils weitere Förderpreise verliehen u. a. an Ileana Tonca (2000), Luca Pisaroni und Mirjam Tola (2001), Caroline Wenborne (2007)